# Шепптон (Пенсільванія)
Шепптон (англ. Sheppton) — переписна місцевість (CDP) в США, в окрузі Скайлкілл штату Пенсільванія. Населення — 448 осіб (2020).

## Географія
Шепптон розташований за координатами 40°53′46″ пн. ш. 76°7′7″ зх. д. / 40.89611° пн. ш. 76.11861° зх. д. (40.896030, -76.118709).  За даними Бюро перепису населення США в 2010 році переписна місцевість мала площу 0,14 км², уся площа — суходіл.

## Демографія
Згідно з переписом 2010 року, у переписній місцевості мешкало 239 осіб у 94 домогосподарствах у складі 61 родини. Густота населення становила 1669 осіб/км².  Було 107 помешкань (747/км²).
Расовий склад населення:
| - 98,3 % — білих - 0,8 % — азіатів |

До двох чи більше рас належало 0,8 %. Частка іспаномовних становила 0,0 % від усіх жителів.
За віковим діапазоном населення розподілялося таким чином: 21,3 % — особи молодші 18 років, 66,6 % — особи у віці 18—64 років, 12,1 % — особи у віці 65 років та старші. Медіана віку мешканця становила 42,2 року. На 100 осіб жіночої статі у переписній місцевості припадало 107,8 чоловіків;  на 100 жінок у віці від 18 років та старших — 102,2 чоловіків також старших 18 років.
Середній дохід на одне домашнє господарство  становив 42 966 доларів США (медіана — 36 125), а середній дохід на одну сім'ю — 53 169 доларів (медіана — 56 000). За межею бідності перебувало 31,8 % осіб, у тому числі 44,1 % дітей у віці до 18 років та 0,0 % осіб у віці 65 років та старших.
Цивільне працевлаштоване населення становило 100 осіб. Основні галузі зайнятості: роздрібна торгівля — 55,0 %, транспорт — 17,0 %, науковці, спеціалісти, менеджери — 9,0 %, мистецтво, розваги та відпочинок — 8,0 %.